# Шахта «Україна» (футбольний клуб)
Футбольний клуб Шахта «Україна» — український футбольний клуб з міста Українська. 

## Досягнення
- Володар кубка України серед аматорів — 1999
- Учасник кубка України серед аматорів (1998—1999, 1999) і чемпіоната України з футболу серед аматорів (1997—1998, 1998—1999, 2000)
- Чемпіон Донецької області з футболу — 1998

## Відомі гравці
- Василь Сачко
- Сергій Погодін, гравець збірної України з футболу